# Consiliul Uniunii Europene
A nu se confunda cu Consiliul European sau cu Consiliul Europei, o organizație independentă de UE.
Consiliul Uniunii Europene (uneori denumit și Consiliul sau Consiliul de Miniștri) este un organism parte a legislativului Uniunii Europene (UE) reprezentând guvernele statelor membre, celălalt organism este Parlamentul European.

## Componența
Consiliul este compus în diferite componențe din 27 de miniștri naționali (unul din fiecare stat). Componența exactă depinde de domeniile în discuție, de exemplu, atunci când se discută politici referitoare la agricultură, Consiliul este format din cei 27 de miniștri care au în portofoliu și domeniul agriculturii.
Președinția Consiliului este rotativă între toate  statele membre, iar mandatul fiecărei președinții durează 6 luni, mandat care este deținut de ministerul relevant pentru fiecare întâlnire în parte. Continuitatea dintre președinții este asigurată de un acord între trei prezidenții consecutive, cunoscută ca triumviratul prezidențial și împărțirea programelor politice. Consiliul Afacerilor Externe (format din miniștrii de externe a statelor membre) este totuși condus de Înaltul Reprezentant al Uniunii pentru Afaceri Externe și Politică de Securitate. Consiliul este administrat de un Secretariat General al Consiliului.
Deciziile sunt luate cu majoritate calificată în cele mai multe domenii, cu unanimitate în altele. De obicei, atunci când operează unanimitatea este necesară și consultarea Parlamentului European. Cu toate acestea, în majoritatea domeniilor se aplică procedura legislativă ordinară, această procedură reprezintă că Parlamentul European și Consiliul împart în mod egal puterile legislative și bugetare, însemnând că ambele trebuie să își dea acordul pentru ca o propunere legislativă să fie adoptată. În anumite domenii limitate, Consiliul poate iniția legislație europeană de unul singur.
Consiliul Uniunii Europene își are ca prim loc de întâlnire sediul de la Bruxelles, iar ca al doilea loc, Strasbourg.

## Puteri și îndatoriri
Consiliul joacă un rol-cheie în domeniile de integrare europeană în care procesul decizional are loc la nivel interguvernamental. Pe baza dispozițiilor Tratatului de la Maastricht, putem spune că Consiliul este cel mai competent în problemele care pot fi atribuite celui de-al doilea și celui de-al treilea pilon al integrării europene (o politică externă și de securitate comună și o cooperare pe probleme interne). În același timp, Consiliul UE face parte din corpul instituțiilor legislative ale Uniunii Europene. Unii cercetători (S. Hicks) văd Consiliul de Miniștri ca superioară în sistemul politic al Uniunii Europene. De fapt, orice act juridic al Uniunii Europene trebuie aprobat de Consiliu, însă o serie de acte juridice, precum și bugetul Uniunii Europene fac obiectul unei decizii comune a Consiliului și a Parlamentului European.

## Sistemul de vot
În funcție de problematica discutată, Consiliul poate decide fie prin majoritate simplă, fie prin majoritate calificată.
Votul cu majoritate simplă (adică a cel puțin 14 state membre) reprezintă o modalitate veche de luare a deciziilor ordinare, continuând să fie folosită într-o serie restrânsă de domenii, precum adoptarea regulamentului de procedură, organizarea Secretariatului General, a statutului diferitelor comitete prevăzute de tratat sau cu privire la sesizarea Curtea de Justiție a Uniunii Europene cu o cerere de demisie a unui comisar european.
Pragul majorității calificate este atins, începând cu 1 iulie 2013, odată ce sunt îndeplinite trei condiții: 
- cel puțin 15 (sau 18, dacă propunerea nu a fost făcută de către comisie) state membre se pronunță în favoarea adoptării propunerii;
- cel puțin 260 de voturi sunt pentru adoptarea propunerii, din 352 de voturi;
- cel puțin 313,6 milioane de oameni sunt reprezentați de țările care au votat pentru adoptarea propunerii.

Majoritatea calificată reprezintă regula în ceea ce privește luarea deciziilor la nivelul Consiliului. Fiecare stat membru are o pondere diferită a votului, în funcție de criteriul demografic. Conform art. 16 (4) din TFUE, majoritatea calificată ține de populația statelor membre și de numărul acestora. Prin urmare, decizia necesită luată de 55% din Consiliu, cuprinzând cel puțin 15 state care întrunesc cel puțin 65% din populația Uniunii. Pentru ca un vot să fie blocat de o minoritate, aceasta necesită să cuprindă cel puțin patru membri, ce au împreună peste 35% din populația Uniunii, în caz contrar considerându-se că este întrunită majoritatea calificată.
Statele membre, în funcție de populație, au voturi astfel:
| - 29 voturi: Franța, Germania, Italia și Regatul Unit. - 27 voturi: Spania și Polonia. - 14 voturi: România. - 13 voturi: Țările de Jos. - 12 voturi: Belgia, Cehia, Grecia, Ungaria și Portugalia. | - 10 voturi: Austria, Bulgaria și Suedia. - 7 voturi: Danemarca, Finlanda, Irlanda, Lituania, Slovacia și Croația. - 4 voturi: Cipru, Estonia, Letonia, Luxemburg și Slovenia. - 3 voturi: Malta. |  |

Consiliul votează cu unanimitate doar în anumite subiecte sensibile, precum fiscalitatea, politicile sociale, etc. Pentru reușirea atingerii acestei metode se folosește compromisul de la Luxemburg, metodă prin care statele membre, în cazul în care este în joc o miză relevantă, urmează să își impună lor înșiși un termen până la care să poată să găsească un compromis între interesele naționale și cele unionale. Conform art. 238 (4) TFUE, abținerea de la vot nu împiedică adoptarea hotărârii prin unanimitate.
Consiliul nu poate vota decât dacă majoritatea membrilor săi sunt prezenți. Fiecare stat membru poate. Un membru al Consiliului poate acționa doar în numele unui alt membru (conform art. 239 TFUE). Consiliul poate vota asupra unui act legislativ doar la opt săptămâni după ce proiectul de act legislativ a fost trimis parlamentelor naționale, pentru a determina dacă proiectul respectiv respectă principiul subsidiarității. Se poate vota mai devreme doar în cazuri speciale, de urgență. Rezultatele voturilor se fac publice doar în cazul în care acestea țin de responsabilitatea Consiliului de legiuitor.

### Excepții
Există anumite excepții de la această regulă. De exemplu, conform art. 238 (2) TFUE, în cazul în care, la propunerea Comisiei Europene sau a Înaltului Reprezentant al Uniunii pentru Afaceri Externe și Politică de Securitate, Consiliul nu hotărăște asupra unei chestiuni, atunci majoritatea calificată va fi echivalentă cu 72% din membri (20 de state), reprezentând 65% din populație Uniunii.
Conform art. 238 (3) TFUE, există proceduri speciale în cazul în care unul dintre unul dintre membrii Consiliului nu participă la vot. Majoritatea rămâne aceași, însă este necesară 65% din populația statelor membre prezente, iar de data aceasta minoritatea de blocare va fi egală cu numărul minim de state a căror populație alcătuiesc 35% din populația Uniunii, plus încă un stat. În cazul în care, la cererea Comisiei sau a IRUAEPS, Consiliul nu poate decide, majoritatea este de asemenea aceași, luându-se în considerare doar populația statelor prezente.